# I Wanna Be Where You Are
Az I Wanna Be Where You Are című dal az amerikai Michael Jackson 3. kimásolt kislemeze a Got to Be There című stúdióalbumról. A dalt Arthur"T-Bo" Ross és Leon Ware írták. A dal 7. helyezést érte el a Cash Box listán, valamint a Billboard Hot 100 kislemezlistán a 16. helyig jutott. Ez volt az első közös együttműködés Diana Ross fiatalabb testvére, és Ware között. A dalt az évek során több előadó is feldolgozta, vagy felhasználta annak hangmintáit. Többek között Marvin Gaye, Willie Hutch, Jason Weaver, vagy a Fugees.

## Megjelenések
7"  Németország Tamla Motown – 1 C 006-93 524
- A	I Wanna Be Where You Are Written-By – Arthur Ross, Leon Ware 2:53
- B	We've Got A Good Thing Going Written-By – The Corporation TM* 2:59

## Slágerlista
| Slágerlista (1972)                                        | Legjobb helyezések |
| --------------------------------------------------------- | ------------------ |
| Törökország Turkey Singles Chart                          | 87                 |
| Amerikai Egyesült Államok Billboard Hot 100               | 16                 |
| Amerikai Egyesült Államok Billboard Hot R&B/Hip-Hop Songs | 2                  |

## Feldolgozások

### 70-es évek
- Dusty Springfield 1972 júliusában előadta a dalt a BBC 1 TV show műsorában.
- Gary Bartz 1972-es albumán a Juju Street Songs címűn szerepel a dal saját feldolgozása.
- Leon Ware saját változatát jelentette meg Motown albumán a Musical Massage címűn 1976-ban.
- Melissa Manchester 1977-ben dolgozta fel a dalt, mely slágerlistára nem került fel.[3]
- Dave Valentin saját instrumentális változatát készítette el debütáló Legends című albumára, mely az Arista Records labelje alatt jelent meg.[4]

### 80-as évek
- Jose Feliciano saját feldolgozása első stúdióalbumán, melyet szintén a Motown Records adott ki. Az album producere Berry Gordy volt. Az album spanyol változata Ahora Si Quiero Amar címen 1982-ben került a boltokba. Mindkét változat slágerlistás helyezést ért el Latin-Amerikában, és Brazíliában is. Az amerikai Billboard R&B listán a 63. helyezést érte el a dal.[5][6]
- Az R&B művész Sybil saját változatát vette fel első stúdióalbumára, mely 1990.-ben a 86. helyezést érte el az amerikai Billboard R&B listán.[7]

### 90-es évek
- MC Lyte 1991-es albumán a Poor Georgie című dalában hallhatóak a dal hangmintái.[8]
- Az amerikai SVW együttes Missy Elliott-tal közösen használta fel a dal saját változatát az 1998-as Hav Plenty (Szextett) című filmben.[9]

### 2000-es évek
- A VH1 reality sorozatában a Born To Diva's címűben Tarralyn Ramsey adta elő a dalt saját feldolgozásában, mely második Tarralyn 2004-es albumán szerepel.
- A B5 nevű együttes Back In Your Arms című dalában használta fel a dal hangmintáit 2005-ben.
- 2005-ben Chris Brown Yo (Excuse Me Miss) című dalában használta fel az eredeti hangmintákat, mely debütáló albumán hallható.[10]
- Carleen Anderson Paul Wellerrel közösen adta elő a dalt saját változatában, mely Soul Providence című albumán található.
- Mary J. Blige is előadta a dalt saját feldolgozásában, mely You Can't Hide from Luv című dalában fedezhető fel, és szerepel Breakthrough című albumán.
- Jennifer Lopez a dal hangmintáit használta fel 2007-es Gotta Be There című dalában, mely Brave című stúdióalbumán található.[11]
- A rapper Mursh saját változatát vette fel 2008-as Murs for President című albumára, melynek címe Can It Be (Half A Million Dollars and 18 Months later).
- 2009-ben 50 Cent rapper a dal instrumentális részét, és Jackson vokálját használta fel, melynek címe Michael Jackson Freestyle lett, és a Forever King című albumon található.
- Q "The Kid" Been Away című dalában használta fel a Jackson féle verzió alapjait, melyben Jermaine Dupri is közreműködött. A dal a Drumline filmzene albumon is hallható.

### 2010-es évek
- A jazz billentyűs Bob Baldwin saját változatát jelentette meg 2010-ben Never Can Say Goodbye című albumán.[12]
- Cali Swag District saját változatát készítette el, mely második kislemeze volt, és a Where You Are címet kapta. A dal debütáló Kickback című albumán található.
- Beyonce Knowles is elkészítette saját változatát 2009-ben [13]